# کو کیو-هوان
کو کیو-هوان (کره‌ای: 구교환؛ انگلیسی: Koo Kyo-hwan، زادهٔ ۱۴ دسامبر ۱۹۸۲) بازیگر و کارگردان فیلم اهل کره جنوبی است که به خاطر بازی در فیلم‌های جین (۲۰۱۶)، شبه جزیره (۲۰۲۰) و فرار از موگادیشو (۲۰۲۱) شناخته شده‌است.